# Dwars door België 1979
La Dwars door België 1979, trentaquattresima edizione della corsa, si svolse il 25 marzo su un percorso di 200 km, con partenza ed arrivo a Waregem. Fu vinta dal belga Gustaaf Van Roosbroeck della squadra Ijsboerke-Warncke Eis davanti al connazionale Walter Planckaert e all'olandese Jan Raas.

## Ordine d'arrivo (Top 10)
| Pos. | Corridore              | Squadra                    | Tempo    |
| ---- | ---------------------- | -------------------------- | -------- |
| 1    | Gustaaf Van Roosbroeck | Ijsboerke-Warncke Eis      | 5h13'00" |
| 2    | Walter Planckaert      | Mini-Flat-VDB-Pirelli      | a 1'44"  |
| 3    | Jan Raas               | Ti-Raleigh-Mc Gregor       | a 2'02"  |
| 4    | Marc Demeyer           | Flandria-Ça va seul-Sunair | s.t.     |
| 5    | Guido Van Sweevelt     | Ijsboerke-Warncke Eis      | s.t.     |
| 6    | Frank Hoste            | Marc Zeep Savon-Superia    | s.t.     |
| 7    | Sean Kelly             | Splendor-Euro Soap         | s.t.     |
| 8    | Walter Godefroot       | Ijsboerke-Warncke Eis      | s.t.     |
| 9    | Jean-Luc Vandenbroucke | Peugeot-Esso-Michelin      | s.t.     |
| 10   | Martin Havik           | Ti-Raleigh-Mc Gregor       | s.t.     |